# Аполог
Аполо́г (от на старогръцки: ἀπό – „далеч“, и λογος – „дума, слово“ — „повествование, разказ“). Литературен жанр за произведение, написано в алегорична форма, в което най-често се говори за животни или растения, а се подразбират хора и се изразява някаква поука.
Като нравоучителен разказ апологът най-напред се появява в литературата на индусите. От него възниква баснята, при която образите се рисуват по-конкретно и по-пълно. Най-старият сборник с аполози е староиндийският „Панчатантра“, написан на санскрит.
Някои литературоведи изравняват съдържанието на термина аполог с басня, а други го употребяват в смисъл на апологет.
По обем апологът е по-кратък от баснята.